# Mejorada del Campo
Mejorada del Campo est une commune de l'aire métropolitaine de Madrid, en Espagne.

## Personnalités
- Óscar Téllez Gómez
- Antonio Adán Garrido
- Justo Gallego Martínez : maçon-architecte autodidacte. Il est devenu célèbre grâce à la cathédrale Nuestra Señora del Pilar, qu'il construit, seul, à Mejorada depuis les années soixante.